# نینا اسمولیوا
نینا اسمولیوا (انگلیسی: Nina Smoleyeva؛ زادهٔ ۲۸ مارس ۱۹۴۸) بازیکن سابق والیبال اهل اتحاد جماهیر شوروی سوسیالیستی است.
نینا در ترکیب و با تیم ملی شوروی سابق در سه المپیک تابستانی حضور داشت و دو مدال طلا المپیک ۱۹۶۸ و ۱۹۷۲ را به گردن آویخت.